# بخش شیرین‌کند
بخش شیرین‌کند، یکی از بخش‌های شهرستان لیلان در استان آذربایجان شرقی ایران است. مرکز این بخش، روستای شیرین‌کند است.

## تقسیمات کشوری
- بخش شیرین‌کند
  - دهستان لیلان شرقی
  - دهستان لیلان شمالی

## جمعیت
بر پایه سرشماری عمومی نفوس و مسکن در سال ۱۳۹۵، جمعیت بخش شیرین‌کند برابر با ۸٬۵۰۷ نفر بوده‌است.